# Солоухін Володимир Олексійович
Володимир Олексійович Солоухін (14 червня 1924, село Алепіно, Володимирський повіт, Володимирська губернія — 4 квітня 1997, Москва) — російський радянський письменник і поет, представник «сільської прози».
Полемічна стаття Солоухіна «Читаючи Леніна» з критикою комуністичної ідеології була дуже популярною у «самвидаві» на початку 1990-х років, і розповсюджувалася під час «перебудови», у тому числі, і в українському перекладі. З офіційною критикою статті були змушені виступити провідні видання КПРС.

## Біографія
Народився 14 червня 1924 в селі Алепіно Володимирського повіту Володимирської губернії (нині Собінський район Володимирської області) в селянській родині. Батько — Олексій Олексійович Солоухін, мати — Степанида Іванівна Солоухіна (до шлюбу Чебурова). Володимир був десятою, останньою дитиною.
У 1942 р. закінчив Володимирський механічний технікум за спеціальністю механік-інструментальник. Перші вірші були опубліковані у володимирській газеті «Призыв».
Після служби в РСЧА (1942 — червень 1946, в охороні Кремля), Володимир Солоухін почав серйозно займатися літературною діяльністю. У 1951 році закінчив Літературний інститут імені А. М. Горького. Член КПРС з 1952 року. Був членом редколегії журналу «Молодая гвардия» (1958—1981), редколегії, а потім Ради редакції журналу «Наш современник».
На загальномосковських зборах письменників 31 жовтня 1958 року взяв участь у засудженні роману Б. Л. Пастернака «Доктор Живаго». Солоухін зазначив про лауреата Нобелівської премії, що Пастернаку слід стати емігрантом: «Він там нічого не зможе розповісти цікавого. І через місяць його викинуть, як з'їдене яйце, як вичавлений лимон. І тоді це буде справжня кара за зраду, яку він скоїв».
У своїй публіцистиці кінця 1950-х — початку 1960-х років письменник висловлювався як російський патріот, вказував на необхідність збереження національних традицій, розмірковував про шляхи розвитку російського мистецтва.
На початку 1960-х зацікавився російськими іконами, став поборником дбайливого ставлення та уваги до них, збирачем і фахівцем по тлумаченню і техніці іконопису. Його публікації на цю тему — «Листи з Російського музею» (1966), «Чорні дошки» (1968) — зустріли широкий суспільний відгук.
Публічні виступи В. О. Солоухіна часів пізньої «перебудови» (кінець 1980-х років) проходили, на відміну від його ж офіціозних промов минулих років, уже з позицій ідеалізації дореволюційної Російської імперії. У статті «Читаючи Леніна» Солоухін одним з перших відкрито висловив думку, що необхідно переглянути погляд на постать Леніна в історії Радянського Союзу. В роки «перебудови» була популярною думка, нібито злочини часів Сталіна являли собою «перекручення ленінських принципів», тоді як Солоухін відстоював протилежну тезу — що ці нібито «перекручення» були природним продовженням ленінської політики. Статтю «Читаючи Леніна» критикували навіть ті діячі «руху за перебудову», які вважалися прогресивними, але виступали під лозунгами «демократичного, справжнього ленінського соціалізму». Наприклад, А. Собчак назвав його статтю «грубою підтасовкою» і «недобросовісною, однобічною критикою Леніна»:

Справжньої наукової критики ленінських поглядів ми досі не маємо. На зміну славословіям приходить підтасовка цитат з метою очорнити їх автора. Найбільш показовий приклад— «читаючи Леніна» В. Солоухіна. З моєї точки зору, це груба підтасовка, яку можна вибачити, можливо, лише тим, що відомий письменник ніколи науковою роботою не займався. Відкрив тома Леніна, натрапив на «страшні» місця. Людина він емоційна… Я теж читав Ленінські томи і міг би довести, що цитати Солоухіним вирвані з контексту. Ми в черговий раз маємо справу з недобросовісною, односторонньою критикою Леніна.

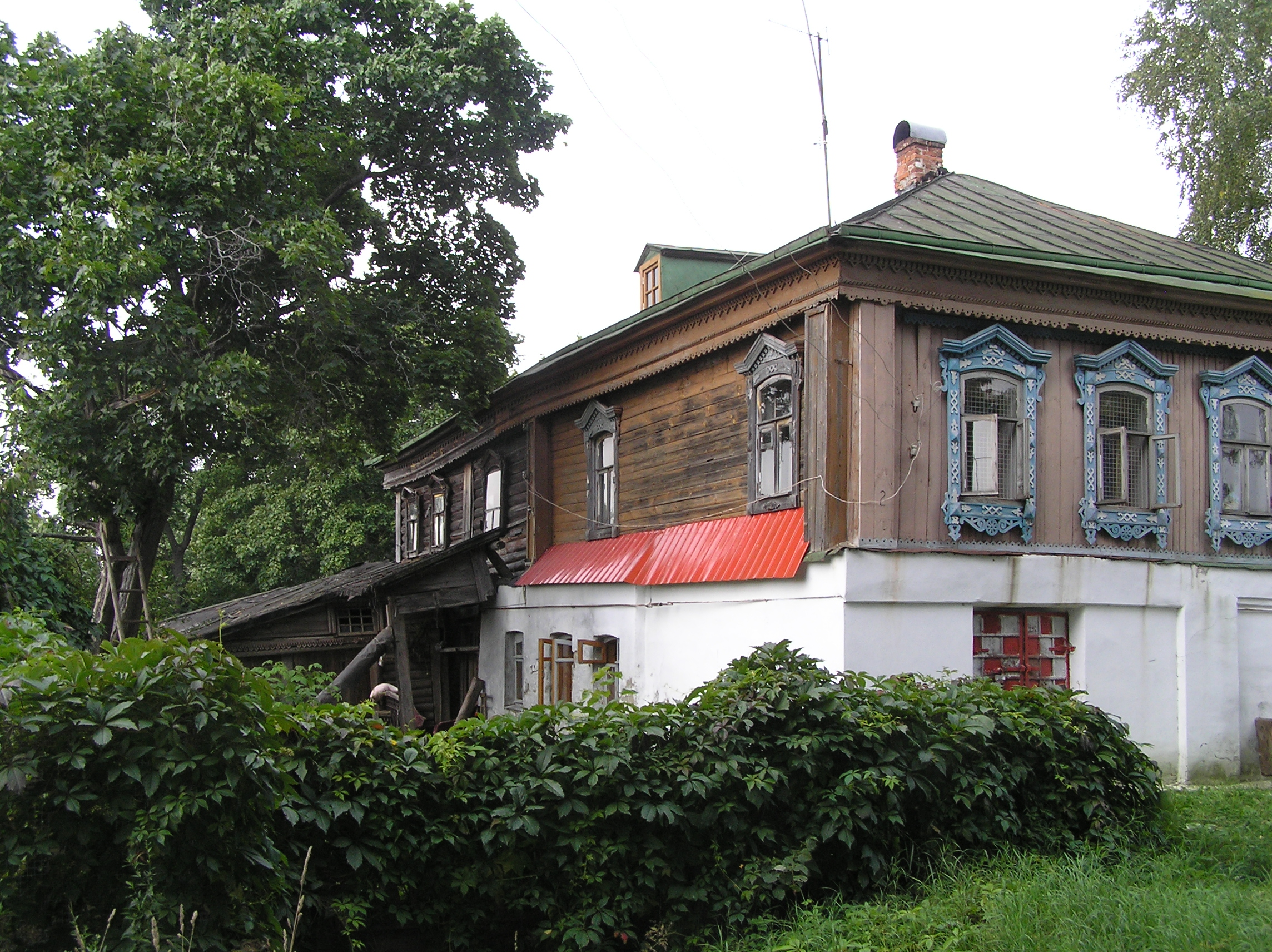
Дім В. О. Солоухіна в селі Алепіно

Володимир Солоухін багато подорожував, його твори перекладені іноземними мовами. Залишив велику поетичну спадщину, серед якого виділяється вірш «Три черёмуховых дня». Автор в останні роки життя читав цей вірш зі сцени на всіх літературно-мистецьких заходах, куди його запрошували.
У жовтні 1990 року підписав «Римський заклик». В 1990-і роки Солоухін пережив сильне розчарування від політичних та економічних змін пострадянського часу. Був затятим монархістом, носив на пальці перстень із зображенням царя Миколи II.
Також Солоухін був противником нівелювання відмінностей між національними культурами, і одним з небагатьох російських патріотів, які були категоричними супротивниками асиміляції української культури. У своєму есе «Що ж розуміти під зближенням національних культур?» він писав:
Як би нам, ставши на цю точку зору, замість інтернаціоналізму не скотитися до самого елементарного і вульгарному космополітизму? Вже зараз (по картині художника-абстракціоніста) не можна сказати, якої національності цей художник, — італієць, француз, американець або навіть японець. Що ж це, інтернаціональна культура? Вже зараз між ними — абстракціоністом-французом і абстракціоністом-японцем — національної відмінності менше, ніж, скажімо, між Сарьяном і Пластовим. Так що ж це, добре? Якщо це добре, давайте писати на есперанто.

Потрібно думати про виховання в людях єдиного, інтернаціонального світогляду, а не про знебарвлення національного колориту. В іншому ж хай живуть Галія Ізмайлова, яка танцює по-узбецьки, Гоар Гаспарян, яка співає по-вірменськи, Расул Гамзатов, що пише по-аварськи! Хай живуть таджицький орнамент, казахська опера, естонська скульптура, чукотська різьба по моржовій кістці! Хай живе велика російська мова, але і хай живе солодко-співуча, ні з чим не порівнянна, українська мова!
Солоухін помер 4 квітня 1997 року в Москві, відспівування пройшло в Храмі Христа Спасителя в Москві. Солоухін був першим, хто був відспіваним у храмі після його відкриття. Похований у рідному селі Алепіне.

## Родина
- Дружина — Роза Лаврентіївна Солоухіна (1926—2017)[15].
  - Дочка — Ольга Володимирівна Солоухіна.
  - Дочка — Олена Володимирівна Солоухіна.

## Нагороди і премії
- Орден Трудового Червоного Прапора (13 червня 1984 року).
- Орден Дружби народів (25 травня 1994 року) — за великий особистий внесок у розвиток вітчизняної культури та сучасної літератури[16].
- Орден «Знак Пошани» (28 жовтня 1967 року) — за заслуги в розвитку радянської літератури і активну участь в комуністичному вихованні трудящих[17].
- медалі
- Державна премія РРФСР імені М. Горького (1979) — за повісті й оповідання останніх років «Прекрасна адигене», «Палиця», «Мед на хлібі», «Барометр», «Варшавські етюди».

### В кіно
- 1976 — Свято на Печорі (текст від автора)
- 2006 — мочені яблука (за мотивами оповідання)
- 2008 — Таємниця чорної дошки. Володимир Солоухін (архівні кадри)